# Хути (Јемен)
Ансар Алах (арап. أنصار الله — „Божији помоћници“), познатији као Хути (арап. الحوثيون), су милитантна скупина шиитске гране зеида, која дјелује у Јемену. Они су тренутно номинална владајућа фракција у Јемену, која је преузела управу над владом Јемена у сукобу 2014—15.
Хути су добили име по оснивачу скупине Хусеину ел Хутију, бившем команданту, кога су наводно убиле оружане снаге Јемена у септембру 2004. године. Неколико других команданата, укључујући Али ел Катванија, Абу Хејдера, Абас Ајдаха и Јусуф ел Маданија (зета Ел Хутија), такође су убиле оружане снаге Јемена. Ел Хутијев отац, Бадредин ел Хути, је изјавио да је он духовни вођа скупине.

## Историја
Покрет Хутије је настао као Вјерујућа омладина, основана 1992. године у покрајини Сада од стране Мухамеда ел Хутија или Хусеина ел Хутија. Вјерујућа омладина је основала школске клубове и љетне кампове да би „покренула оживљавање зеидизма“ у Сади. Од 1994. до 1995. године, 15-20.000 студената је похађало те љетне кампове.
Послије инвазије на Ирак 2003. године, припадници Вјерујуће омладине су почели скандирати антиамеричке и антијеврејске слогане у Салиховој џамији у Сани послије џума-намаза (молитва петком). То је покренуло сукоб са владом и 800 припадника Вјерујуће омладине је ухапшено у Сани 2004. године. Предсједник Али Абдулах Салих је позвао Хусеина ел Хутија на састанак у Сану, али је Хусеин одбио, тако да је 18. јуна 2004. године Салих послао владине снаге да ухапсе Хусеина. Хусеин је одговорио покрећући побуну против владе, али је убијен 10. септембра 2004. године. Побуна је настављена све док није потписано примирје 2010. године.
Хути су учествовали у побуни 2011. године, када је услиједила Национална конференција дијалога. Међутим, они су одбили одредбе Савјета за сарадњу арапских држава Персијског залива новембра 2011. године, које су укључивале имунитет за бившег предсједника Салиха и успостављање коалиционе владе.
Хути су 9. новембра 2011. године изјавили да контролишу двије покрајине (Сада и Ел Џаф) и да су близу успостављање контроле и над трећом покрајином (Хаџа), што им омогућава директан напад на главни град Јемена Сану. У мају 2012. године већину покрајине Сада, Ел Џах и Хаџ, имали су излаз на Црвено море и почели су дизати барикаде на сјеверу града Сане у очекивању нових сукоба.
Хути су изјавили 21. септембра 2014. године да контролишу дијелове главног града Јемена укључујући владине зграде и радио станицу. Контролу над остатком Сане и неким градовима у покрајини Бејда, гдје је дошла у сукоб са Ал Каидом. Западне земље и Саудијска Арабија вјерују да Хути добијају помоћ од Ирана, док Ал Каиду помаже Саудијска Арабија.
Шиитски Хути побуњеници су 20. јануара преузели контролу над предсједничком палатом у Сани. Предсједник Абд Рабо Мансур ел Хади је био у палати током преузимања, али на сигурном. Покрет је званично преузео контролу 6. фебруара, распуштањем скупштине и проглашавањем Револуционарног комитета. Бомбашки напад у џамији у Сани десио се 20. марта 2015. Одговорност за напад је преузела Исламска држава, а у нападу су погинула 142 припадника покрета, док је 351 повређен, чинећи тиме тај напад једним од најсмртоноснијих у историји Јемена.
У телевизијском преносу, вођа покрета Абдул Малик ел Хути је оптужио САД и Израел за подржавање терористичког напада. Он је окривио регионалне арапске државе за финансирање терористичких група која дјелују унутар Јемена. Под изговором да Хути представљају пријетњу за суните у региону, Саудијска Арабија је заједно са Бахреином, Катаром, Кувајтом, Уједињеним Емиратима, Египтом, Јорданом, Мароком и Суданом покренула ваздушну кампању на Јемен. Војни коалиција укључује Сједињене Државе, које помажу у планирању ваздушних удара, као и логистичку и обавјештајну подршку.

## Чланство
Постоји разлика између породице Хути, која има око 20 чланова, и покрета Хути, који је узео име „Хути“ послије смрти Хусеина ел Хутија 2004. године.
Чланство у скупини имало је између 1.000 и 3.000 бораца 2005. године и између 2.000 и 10.000 бораца 2009. године. У Јемен посту је наведено да имају преко 100.000 бораца. По Ахмеду ел Бахрију Хути имају 100.000—120.000 присталица, укључујући оружане борце и ненаоружане лојалисте.

## Идеологија
Хути припадају зеидској грани шиитизма, секта ислама која се искључиво налази у Јемену. Они су настали од шиитске мањине сличне Дванаестници која се налази првенствено у Ираку, Либану и Ирану, а познати су по највећој сличности са сунитским исламом по питању права и одлука. Међутим они подржавају концепт Дванаесторице као веома битан за своју религију, који прави разлику од сунитима. Они су често оптуживани од стране сљедбеника зеидизма, да се тајни конвертити и сљедбеници Дванаесторице, која је званична религија у Ирану.
Хути су тврдили да су њихова акција борбе против ширења салафизма у Јемену, као и због одбране своје заједнице од распрострањене и систематске дискриминације, док их је влада оптуживала да желе свргнути владајући режим из жеље за увођењем шиитског зеидског вјерског закона, дестабилизујући владу и ширећи антиамеричка осјећања. Хути тврде да се муслимани моле на погрешан начин дижући руке, као што је обичан код јеменских сунита.
Јеменска влада је Хуте такође оптужила да имају спољну помоћ, наводећи Иран као већинску шиитску земљу. Заузврат, Хути су узвратили наводећи да влада потпомогнута спољним антишиитским присталицама попут Ал Каиде и Саудијске Арабије, поред чињенице да је бивши предсједник Јемена Али Абдулах Салих такође зеид.

## Вође
- Хусеин ел Хути — бивши вођа (убијен 2004)
- Абдул-Малик ел Хути — вођа
- Јахја ел Хути — старији вођа
- Абдул-Карим ел Хути — високорангирани командант
- Бадр Един ел Хути — духовни вођа (умро 2010)
- Абдулах ел Рузами — бивши војни командант
- Абу Али Абдулах ел Хакем ел Хути — војни командант
- Мухамед Абдулсалам
- Салих Хабра — политички вођа[44]
- Фарис Мана — Хути су га поставили за гувернера покрајине Сада,[45] бивши шеф Салиховоф предсједничког комитета[46]

## Методе кампање
Хути и њихове базе подршке се углавном ослањају на мирне методе кампање, као што је грађанска непослушност. У новој серији протеста који су настали звог одлуке јеменске владе 13. јула 2014. године да повећа цијену горива, вође Хута су успјеле да организују масовне скупове у главном гаду Сани у знак протеста због одлуке и због захтјева за оставку актуелне владе Абд Рабо Мансур ел Хадија због корупције. Хиљаде Јеменаца се одазвало на Абдул-Малик ел Хутијев позив „подигните шаторе, покрените протесте и организујете маршеве“.